# Giuseppe Marraffino
Giuseppe Marraffino (Catania, 1771 – Catania, 1850) è stato un poeta italiano.

## Biografia
Dopo non essere riuscito a diventare chierico, tentò la carriera di pedagogo. Inizialmente seguì le ideologie dell'Illuminismo, a cui sostituì il Romanticismo dopo il 1820. Si narra che fu afflitto da vari acciacchi e che ebbe una vita molto avventurosa.
Tra le sue opere si ricordano Poesii siciliani (raccolta di poesie del 1813) e Le bestie e gli uomini (raccolta di favole).
| Controllo di autorità | SBN PALV053306 |